# NGC 1504
NGC 1504 è una lontana galassia lenticolare (o ellittica) situata nella costellazione dell'Eridano, a una distanza di circa 467 milioni di anni luce dalla nostra Via Lattea.

## Scoperta
La galassia è stata scoperta il 31 dicembre 1885 dall'astronomo statunitense Ormond Stone.